# Népal aux Jeux olympiques d'été de 2012
Le Népal participe aux Jeux olympiques d'été de 2012 à Londres, du 27 juillet au 12 août 2012. 

## Athlètes engagés
La délégation népalaise est composée de cinq sportifs.

## Athlétisme
- Hommes : Tilak Ram Tharu sur 100 mètres
- Femmes : Pramila Rijal sur 100 mètres

## Natation
- Hommes : Prasiddha Jung Shah sur 50 mètres nage libre
- Femmes : Shreya Dhital sur 100 mètres nage libre

## Tir
| Athlète   | Compétition                         | Qualification | Qualification | Finale | Finale |
| Athlète   | Compétition                         | Points        | Rang          | Points | Rang   |
| --------- | ----------------------------------- | ------------- | ------------- | ------ | ------ |
| Sneh Rana | Carabine à 10 m air comprimé femmes | 383           | 54e           |        |        |